# Pieniężno
Pieniężno (Mehlsack fino al 1945, dal 1945 al 1947 Melzak) è un comune urbano-rurale polacco del distretto di Braniewo, nel voivodato della Varmia-Masuria.
Ricopre una superficie di 241,43 km² e nel 2004 contava 6 883 abitanti.
Comunità urbane e rurali:
| Nome polacco   | Nome tedesco (fino al 1945) | Nome polacco      | Nome tedesco (fino al 1945) | Nome polacco       | Nome tedesco (fino al 1945) |
| -------------- | --------------------------- | ----------------- | --------------------------- | ------------------ | --------------------------- |
| Białczyn       | Lilienthal                  | Kierpajny Wielkie | Groß Körpen                 | Pieniężno          | Mehlsack                    |
| Bornity        | Bornitt                     | Kiersiny          | Kierschienen                | Pieniężno Drugie   |                             |
| Borowiec       | Borwalde                    | Kolonia           |                             | Pieniężno Pierwsze |                             |
| Brzostki       | Freihagen                   | Kowale            | Schönsee                    | Piotrowiec         | Peterswalde                 |
| Cieszęta       | Sonnenfeld                  | Łajsy             | Layß                        | Pluty              | Plauten                     |
| Gajle          | Gayl                        | Lechowo           | Lichtenau                   | Posady             | Palten                      |
| Gaudyny        | Gauden                      | Łoźnik            | Lotterfeld                  | Radziejewo         | Sonnwalde                   |
| Glądy          | Glanden                     | Lubianka          | Liebenthal                  | Różaniec           | Rosenort                    |
| Glebiska       | Kleefeld                    | Niedbałki         | Lotterbach                  | Sawity             | Engelswalde                 |
| Jesionowo      | Eschenau                    | Pajtuny           | Peythunen                   | Wojnity            | Woynitt                     |
| Jeziorko       | Seefeld                     | Pakosze           | Packhausen                  | Wopy               | Woppen                      |
| Kajnity        | Heistern                    | Pawły             | Paulen                      | Wyrębiska          | Lichtwalde                  |
| Kierpajny Małe | Klein Körpen                | Pełty             | Steinbotten                 | Żugienie           | Sugnienen                   |